# Луцій Валерій Мессала Волез
Луцій Валерій Мессала Волез (28 рік до н. е. — 12 рік н. е.) — політичний діяч ранньої Римської імперії, консул 5 року.

## Життєпис
Походив з патриціанського роду Валеріїв. Син Марка Валерія Мессали Потіта, консула 29 року до н. е.
У 6 році до н. е. був монетарієм. У 5 році н. е. став консулом разом з Гнеєм Корнелієм Цінною Магном. Під час своєї каденції провів закон про попередній відбір кандидатів на посади 10 центуріями, які складалися з сенаторів та вершників. У 11—12 роках обіймав посаду проконсула провінції Азія. Тут Мессала виявив нечувану жорстокість, стративши в один день 300 осіб. У зв'язку з цим імператор Август спрямував сенату листа. Зрештою Волеза притягнуто до суду Фурієм Сатурніном й засуджено.